# NHK名立テレビ中継局
NHK名立テレビ中継局（エヌエイチケイなだちテレビちゅうけいきょく）は、新潟県上越市（旧名立町）に設置されているNHK新潟放送局のテレビ中継局。地上アナログ放送の中継局が設置されていたが、地上デジタル放送は非該当のため、2011年7月24日の地上アナログ放送終了をもって廃止された。地上デジタル放送は、新潟局などから受信することとなる。

## 所在地
- 上越市名立区池田（大峰山）

## 中継局概要
| チャンネル 番号 | 放送局名     | 空中線電力        | ERP                 | 放送対象地域 | 放送区域 内世帯数 | 運用開始日     |
| --------------- | ------------ | ----------------- | ------------------- | ------------ | ----------------- | -------------- |
| 51              | NHK 新潟教育 | 映像10W /音声2.5W | 映像19.5W /音声4.9W | 全国放送     | 約-世帯           | 1968年 12月7日 |
| 53              | NHK 新潟総合 | 映像10W /音声2.5W | 映像19.5W /音声4.9W | 新潟県       | 約-世帯           | 1968年 12月7日 |

## 放送エリアなど
- 高田（上越）局、からの電波が届きにくい旧名立町周辺をカバーしている。なお、在新潟民放局は当地に中継局を置いておらず、周辺局を受信している。